# Estátua de Cristo Rei (Świebodzin)
A estátua de Cristo Rei
A estátua de Cristo Rei (em polonês/polaco:  Pomnik Chrystusa Króla) é um monumento na localidade de Świebodzin, na Polônia. A estátua é maior representação escultural de Jesus Cristo do mundo, sendo mais alta que o Cristo Redentor, no Rio de Janeiro.

## Características

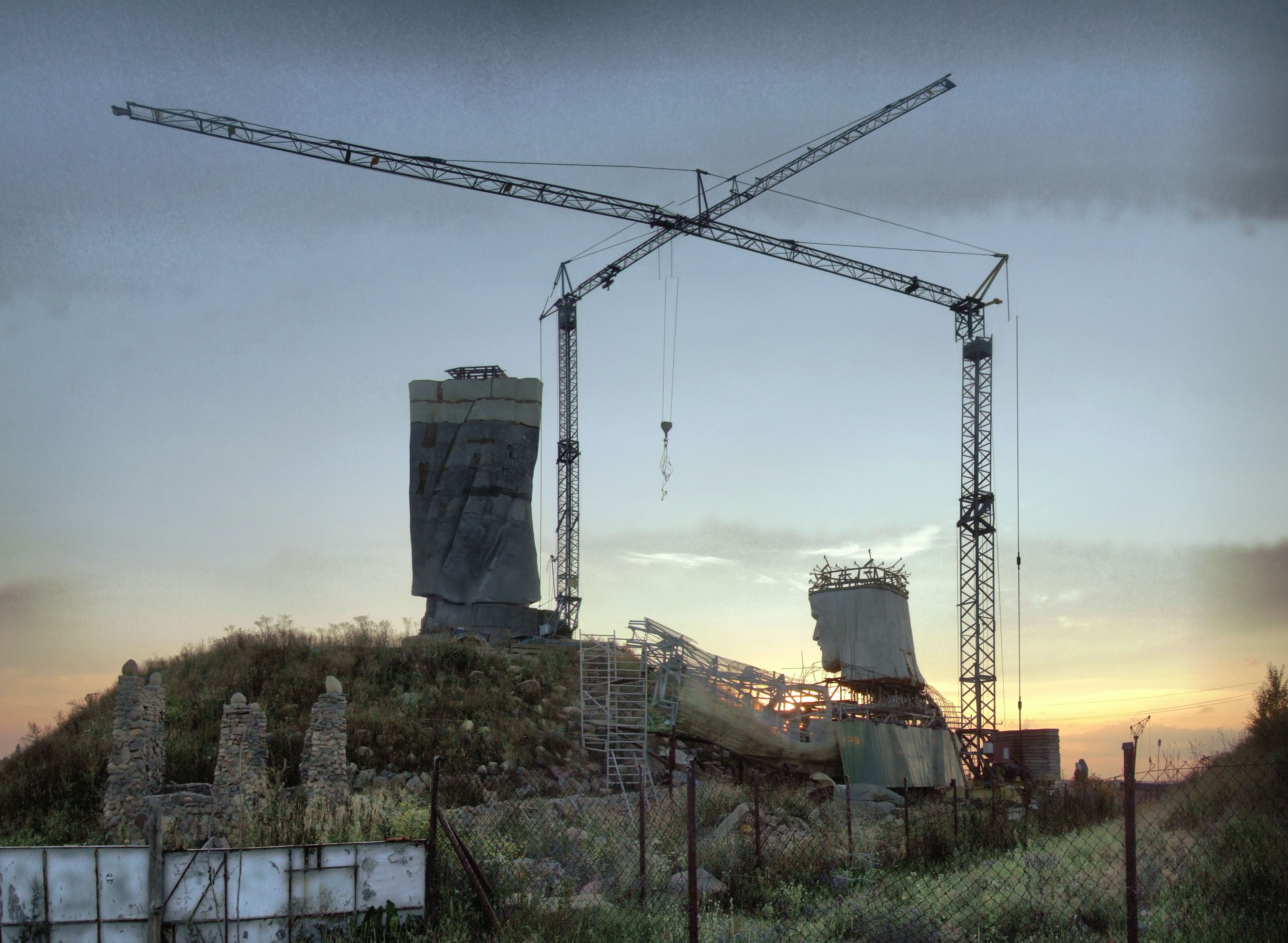
A estátua ainda em construção em agosto de 2010

A estátua mede 33 metros, que correspondem aos 33 anos que Cristo viveu. A eles se somam três metros da coroa, que representam os anos que Jesus dedicou a pregar; e 16,5 metros de pedestal, que é um meio de apoio para o monumento que tem 52,5 metros.
O planejamento começou em 2000 e custou mais de um milhão de euros. Ficou pronta no dia 6 de novembro de 2010. Pesa 440 toneladas e sua envergadura mede 25 metros. Um guindaste de 700 toneladas ajudou a instalar os últimos elementos, a cabeça e os braços, supervisionados pelo seu desenhista e sacerdote local Sylvester Zawadski.

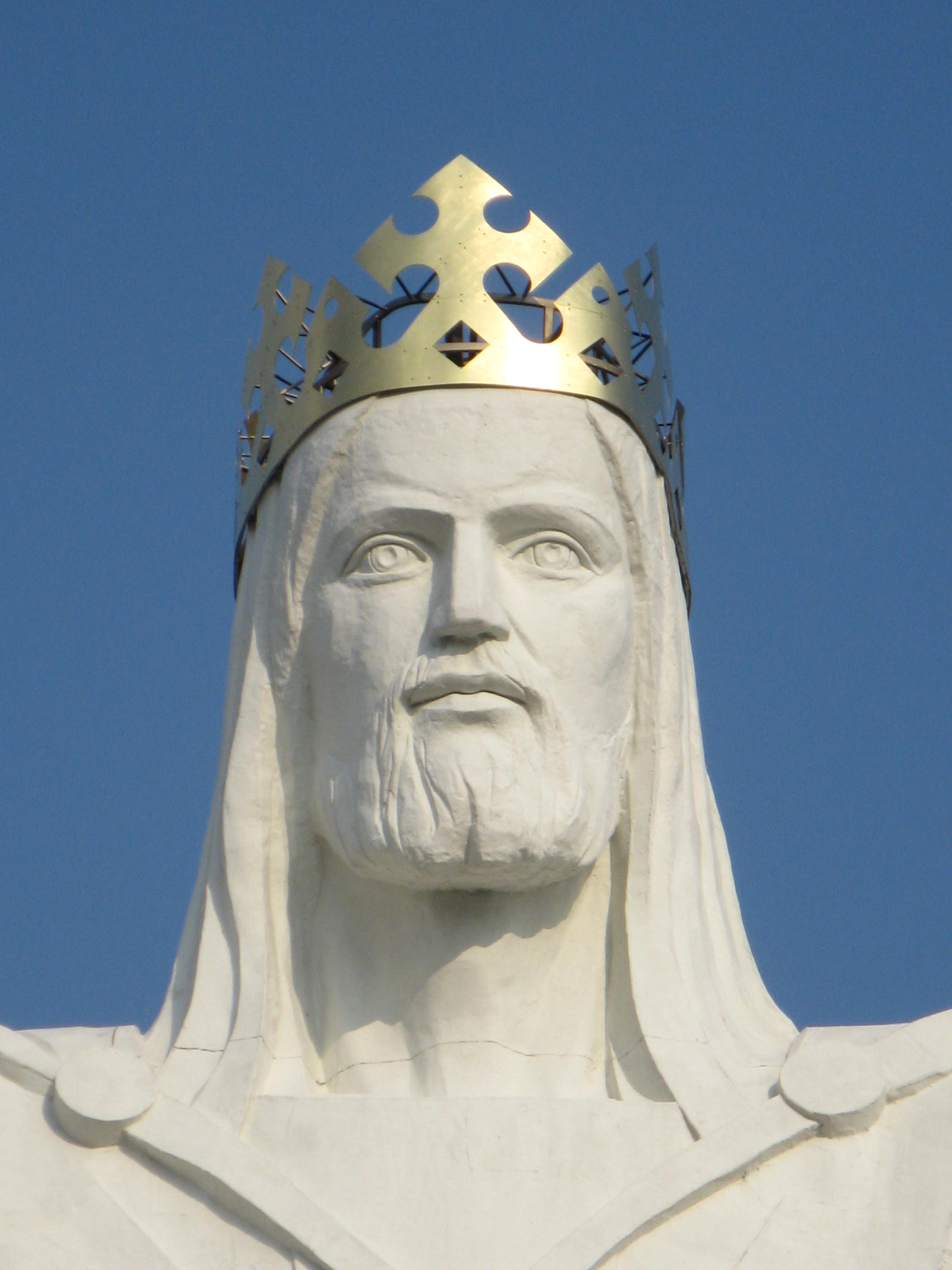
Face da estátua com a coroa dourada

Situa-se perto da rodovia que une Varsóvia a Berlim, o que permite aos motoristas a enxerguem a vários quilômetros de distância. Assim como o Cristo de la Concordia, na Bolívia, e o Cristo Redentor, do Rio de Janeiro, a estátua é totalmente branca. A única diferença é que a coroa é dourada.